# Bisso

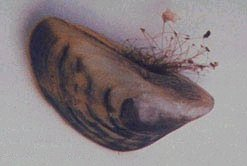
Mexilhão exibindo filamentos de bisso

Bisso é o feixe de filamentos pelos quais moluscos bivalves, como o mexilhão, fixam-se ao substrato. Apresenta uma textura similar à seda e é secretado por uma glândula situada na base do pé.[carece de fontes?]